# Kodeks Etyki PSPR
Kodeks Etyki Polskiego Stowarzyszenia Public Relations – dokument, który zawiera zbiór wzorców zachowania i zasad, które obowiązują praktyków i naukowców zajmujących się public relations, zrzeszonych w Stowarzyszeniu (PSPR). Kodeks ten został przyjęty w czasie II Kongresu PSPR 26 czerwca 1996 roku. Jest jednym z dokumentów, które stanowią o istocie PR w Polsce, obok opracowanego przez Związek Firm Public Relations - kodeksu dobrych praktyk (2004) oraz Standardów Profesjonalnego Public Relations zbudowanych przez zespół pod kierownictwem prof. Jerzego Olędzkiego (opublikowane w roku 2020). 

## Kluczowe założenia Kodeksu Etyki PSPR
Kodeks Etyki zawiera postanowienia, których założeniem jest kreowanie i ochrona reputacji zawodu public relations. Dotyczy on takich parametrów istotnych z punktu widzenia wykonywania zawodu jak: zasada prawdomówności, ochrona dóbr osobistych, ochrona tajemnic klientów, zasada uczciwości, a także brak zgody na gwarantowanie osiągnięcia rezultatu uzależnionego od autonomicznych decyzji innych podmiotów, takich jak redakcje, instytucje publiczne itp.w powiązaniu z wynagrodzeniem za usługi. Kodeks ten uznawany jest powszechnie za punkt odniesienia podstawowych zasad etycznych w polskim public relations.
Punkty przyjęte przez PSPR stanowią zbiór wytycznych, ale także drogowskaz, który pokazuje czym jest zawód specjalisty/eksperta public relations. Mogą one służyć również jako wytyczne np. dla budowania zapisów dokumentów strategicznych. W kodeksach zawarte są zarówno wskazania dla prawidłowych działań, jak i zakazy - z racji ich dwuznaczności moralnej lub wręcz naganności. 